# Raión de Bojodújiv
Raión de Bojodújiv (en ucraniano: Богодухівський район; en ruso: Богодуховский район) es un raión o distrito de Ucrania en el óblast de Járkov, cuya capital es la ciudad de Bojodújiv.
El 18 de julio de 2020, como parte de la reforma administrativa de Ucrania, el número de raiones del óblast de Járkov se redujo a siete y el área de la raión de Bojodújiv se amplió significativamente.

## Subdivisiones

### Posterior a 2020
Tras la reforma de julio de 2020, la raion constaba de 5 hromadas:
- Hromada urbano de Bojodújiv, con sede de la administración en la ciudad de Bojodújiv.
- Hromada de Kolómak, con sede de la administración en Kolómak.[3]
- Hromada de Krasnokutsk, con sede de la administración en Krasnokutsk.[4]
- Hromada urbano de Valki, con sede de la administración en Valki.[5]
- Hromada de Zolóchiv, con sede de la administración en Zolóchiv.[6]

### Anterior a 2020
Antes de la reforma administrativa, el territorio estaba formado por los raiones de Bojodújiv, Kolómak, Krasnokutsk, Valki y Zolóchiv.